# Andrea da Manerbio
Andrea da Manerbio o Andrea Marone (Manerbio, XV secolo – XVI secolo) è stato un pittore italiano.
Documentato dal 1519 e attivo fino a dopo il 1545, operò soprattutto a Brescia e sul Sebino.

## Biografia
Andrea nacque a Manerbio come Marone in una famiglia di artigiani e pittori; il padre Pietro, definito marengonus, abitava nella contrada cittadina di San Cassiano.  
Il 2 novembre 1519 Pietro stipulò un contratto di garzonaggio quinquennale che collocava il giovane Andrea nella bottega dei fratelli Matteo e Stefano Zambelli, «ad discendum artem pictoriam» (“per imparare l'arte della pittura”).
Tra il 1530 e il 1550 Andrea risulta assiduo nei registri delle custodie notturne cittadine: inizialmente paga da solo, poi con il fratello Paolo (1541‑1548) e infine con il figlio Giovan Battista (1559‑1564), segno della continuità di bottega.
Il pittore lascia la propria firma con data 25 settembre 1535 nella cappella dell’Immacolata della basilica di Santa Maria in Valvendra a Lovere; un’iscrizione del 6 settembre 1540 documenta la fine dei lavori di pittura anche della vicina cappella di San Giuseppe.
L’8 gennaio 1544 è citato pictor et intaliator in una perizia sulle opere dello scultore Maffeo Olivieri. Il 28 maggio 1548 compare come testimone al testamento di un membro della famiglia Zambelli, confermando i mantenuti rapporti con i primi maestri. Dopo il 1564 non se ne hanno ulteriori notizie documentarie: la morte va posta entro l’ultimo ventennio del XVI secolo.

## Opere

### Opere firmate
- Cappella dell’Immacolata Concezione, ciclo di affreschi (1535), basilica di Santa Maria in Valvendra, Lovere[7].
- Cappella di San Giuseppe, ciclo di affreschi (6 settembre 1540), basilica di Santa Maria in Valvendra, Lovere[8].

### Opere attribuite
- Profeti, Apostoli e monocromi, affreschi (1531‑1532), chiesa di San Giuseppe, Brescia[9].
- Storie della Passione di Cristo, affreschi staccati (c. 1527‑1530), già chiesa dei Santi Ippolito e Cassiano a Brescia, oggi divisi tra i seguenti musei [10]:
  - Cristo davanti ad Anna e Cristo schiaffeggiato: Pinacoteca Tosio Martinengo, Brescia
  - Cristo davanti a Caifa e Flagellazione: chiesa di Santa Maria delle Consolazioni, Brescia
  - Ecce Homo e Ascesa al Calvario: Szépművészeti Múzeum, Budapest
  - Crocifissione e Deposizione: Museum of Fine Arts, Boston)
- Crocifisso con i dolenti e Morte di sant’Obizio, affreschi (c. 1525‑1530), cappella della Vergine nella chiesa di San Salvatore, Brescia[11].
- Madonna del Latte, affresco staccato su tavola (c. 1525), Pinacoteca Tosio Martinengo, Brescia[12].
- Sposalizio della Vergine, tela da affresco (c. 1540), sacrestia della chiesa dei Santi Pietro e Paolo, Travagliato[13].
- Madonna con Bambino, frammento d’affresco (inizi XVI sec.), Accademia Tadini, Lovere[14].
- Madonna della Misericordia con i santi Michele, Giovanni Battista, Antonio da Padova e Maria Maddalena, olio su tela (c. 1530‑1535), basilica di Santa Maria delle Grazie, Brescia[15].
- Sposalizio della Vergine, tavola trasportata su tela (c. 1535), cappella di San Giuseppe, basilica di Santa Maria in Valvendra, Lovere[16].

## Stile
La critica tra XX e XXI secolo, a meno di qualche precisazione dovuta a studi più approfonditi su opere già note, individua in Andrea uno dei protagonisti di una stagione definita «un diverso Rinascimento bresciano», aperta a stimoli lombardi e nord‑alpini al di fuori dell’orbita di Romanino, Moretto e Savoldo. L’importanza della sua bottega è ribadita anche da studi dedicati al tessuto artistico della Bassa bresciana.
Gli affreschi di Lovere, fondamentali per individuare lo stile del pittore, mostrano cromie, contorni, modulazioni a tratteggio di ascendenza luinesca e figure allungate filtrate tramite stampe nord‑alpine. Nella cappella di San Giuseppe la prospettiva ravvicinata, i pavimenti a scacchiera e i brani di vita quotidiana annunciano un gusto narrativo più teatrale, in sintonia con la pittura cremonese e con l’incipiente «maniera» padana.
Il ciclo già nell’oratorio dei Santi Ippolito e Cassiano, oggi diviso tra Brescia, Budapest e Boston, rappresenta il vertice drammatico della produzione di Andrea: architetture dipinte, cromie complementari vivacissime e scorci prospettici puntano a una resa patetica fondata su incisioni di Schongauer e Dürer. Alcune scene (Cristo davanti a Caifa) rivelano la collaborazione del fratello Paolo, riconoscibile nelle lumeggiature liquide e nei panneggi segmentati.
La Madonna del Latte (Pinacoteca Tosio Martinengo) e la Madonna della Misericordia alle Grazie attestano, su scala domestica o d’altare, la predilezione per contrasti cromatici accesi e minute lumeggiature che derivano dall’oreficeria quattrocentesca bresciana.
Gli studi convergono nel vedere in Andrea da Manerbio un ponte fra la tradizione foppesca e la stagione manieristica lombarda. La fase giovanile degli anni 1520 è dominata da modelli milanesi e luineschi, mentre il decennio 1530‑1540 introduce cromie complementari e gusto narrativo di matrice cremonese. L’ultima attività, testimoniata dallo Sposalizio di Travagliato, assume modi «campeschi» e manieristici, probabilmente in collaborazione con Paolo e con i figli, in particolare Pietro Marone che sarà destinato a un’indiscussa fama locale per tutta la seconda metà del secolo.